# Remennecourt
Remennecourt is een gemeente in het Franse departement Meuse (regio Grand Est) en telt 61 inwoners (2009). De plaats maakt deel uit van het arrondissement Bar-le-Duc.

## Geografie
De oppervlakte van Remennecourt bedraagt 2,8 km², de bevolkingsdichtheid is dus 21,8 inwoners per km².
De onderstaande kaart toont de ligging van Remennecourt met de belangrijkste infrastructuur en aangrenzende gemeenten.

## Demografie
Onderstaande figuur toont het verloop van het inwonertal (bron: INSEE-tellingen).